# Karel Pařík
Karel Pařík (né le 4 juillet 1857 à Veliš u Jičína et mort le 16 juin 1942 à Sarajevo) était un architecte d'origine tchèque. Il a passé la plus grande partie de sa vie à Sarajevo, où il a dessiné plus de 70 bâtiments.

## Biographie
Né près de Jičín en 1857, Karel Pařík s'installe à Sarajevo à l'âge de 26 ans, après que l'Autriche-Hongrie a dominé l'actuelle Bosnie-Herzégovine. Il a dessiné environ 150 bâtiments en Bosnie, dont 70 à Sarajevo. 
Il est enterré dans sa ville d'adoption. Sur sa tombe, on peut lire : « Ici repose le constructeur de Sarajevo. Tchèque par sa naissance, Sarajevien par choix. Merci à la Bosnie-Herzégovine ».

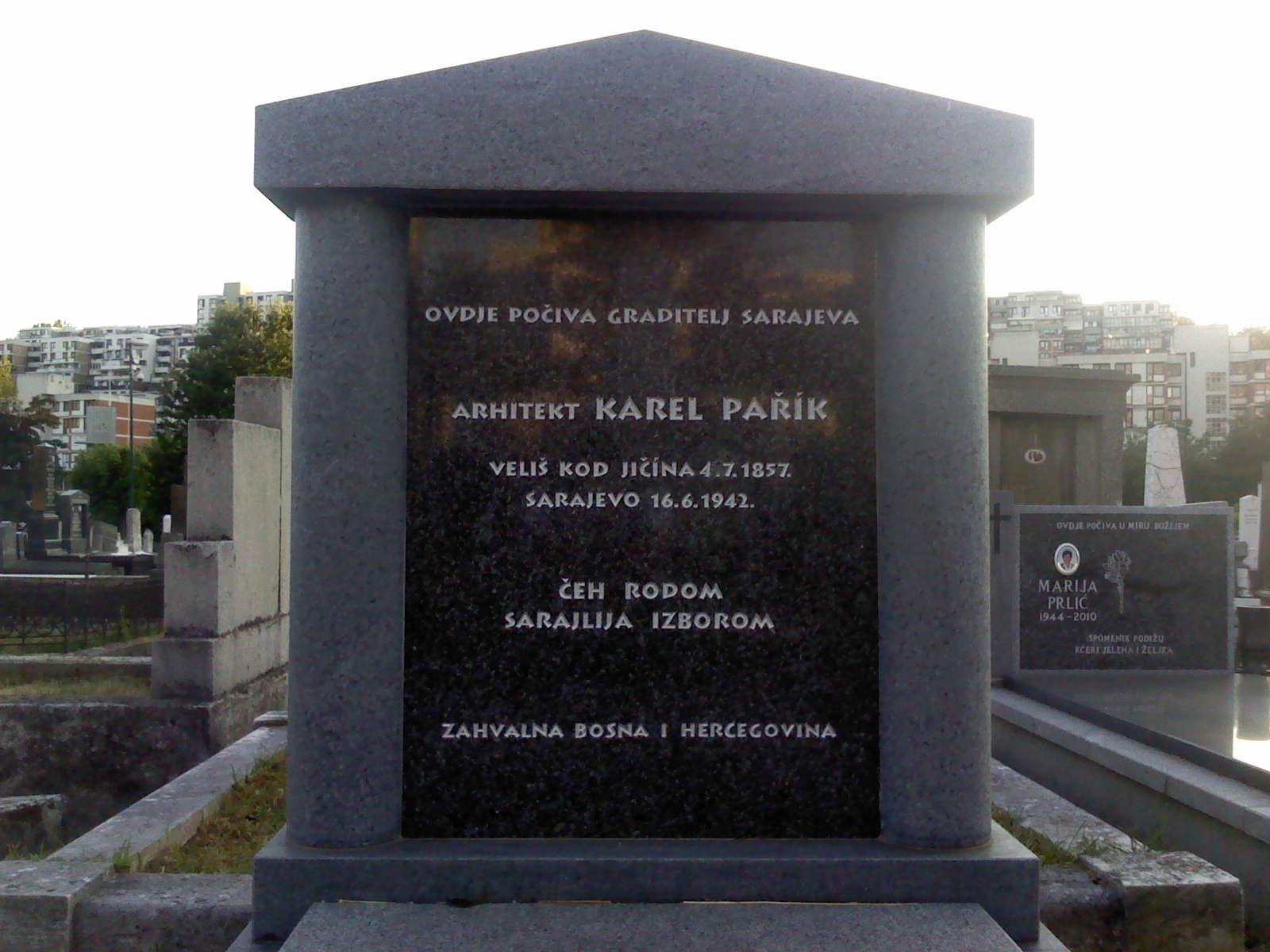
La tombe de Karel Pařík à Sarajevo

## Quelques bâtiments importants à Sarajevo
- Le musée national de Bosnie-Herzégovine - Construit en 1850, il a été agrandi en 1913 selon des plans de l'architecte ; il consiste en 4 pavillons reliés par une terrasse, avec un jardin botanique au centre. L'ensemble est caractéristique d'un mélange de style néo-Renaissance et de style néo-classique et est inscrit sur la liste provisoire des monuments nationaux de Bosnie-Herzégovine[2].

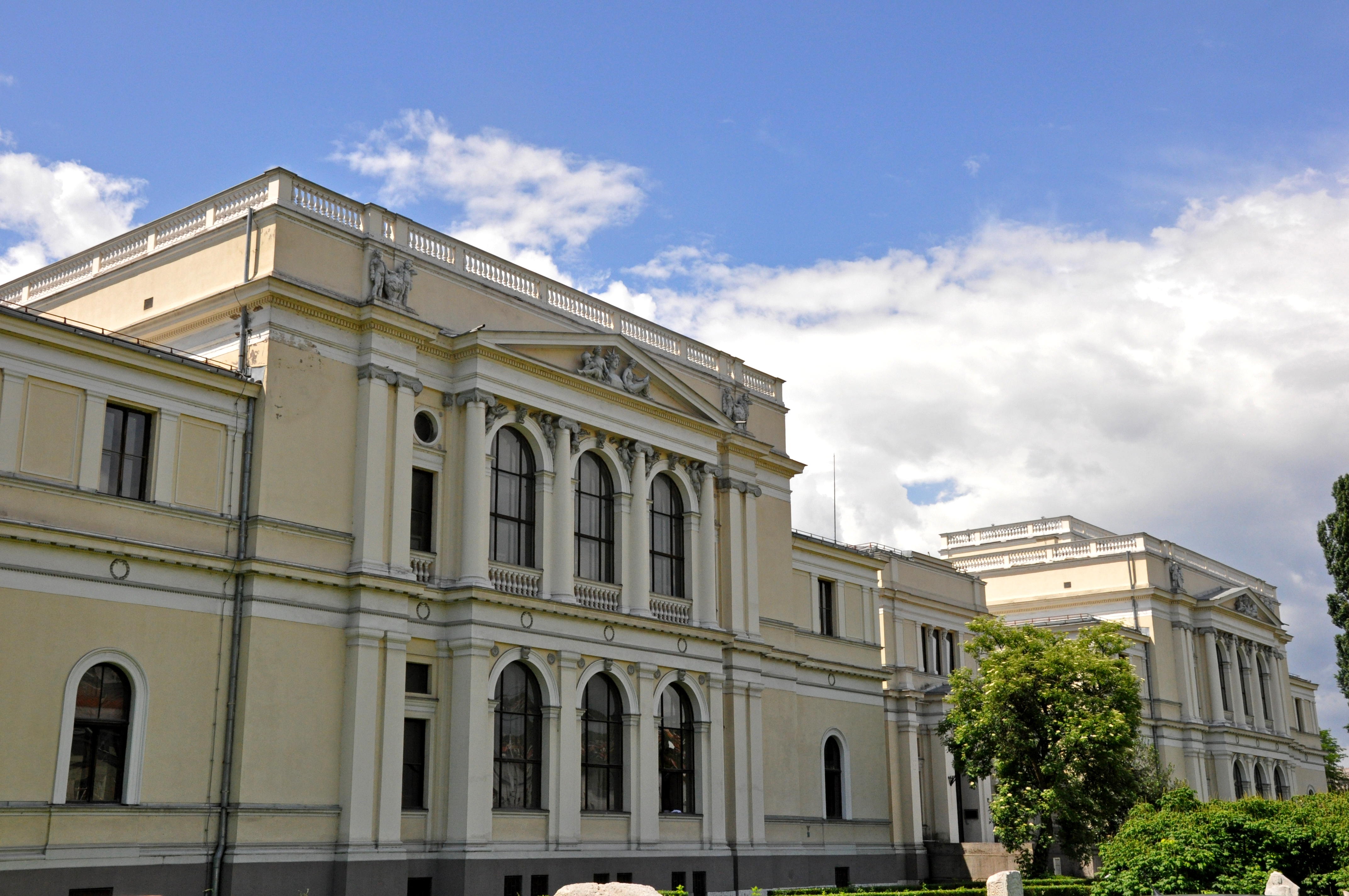
Le Musée national de Bosnie-Herzégovine

- La synagogue de Sarajevo - Avant 1878, une communauté séfarade vivait à Sarajevo ; en 1878, une communauté ashkénaze s'installa dans la ville et construisit une synagogue en 1901. Le bâtiment possède des dômes reposant sur de larges tambours et l'ensemble est orné d'éléments de style néo-mauresque. Pendant la construction, plusieurs changements furent réalisés par Pařík et le bâtiment fut achevé en 1902. Il est aujourd'hui classé[3].

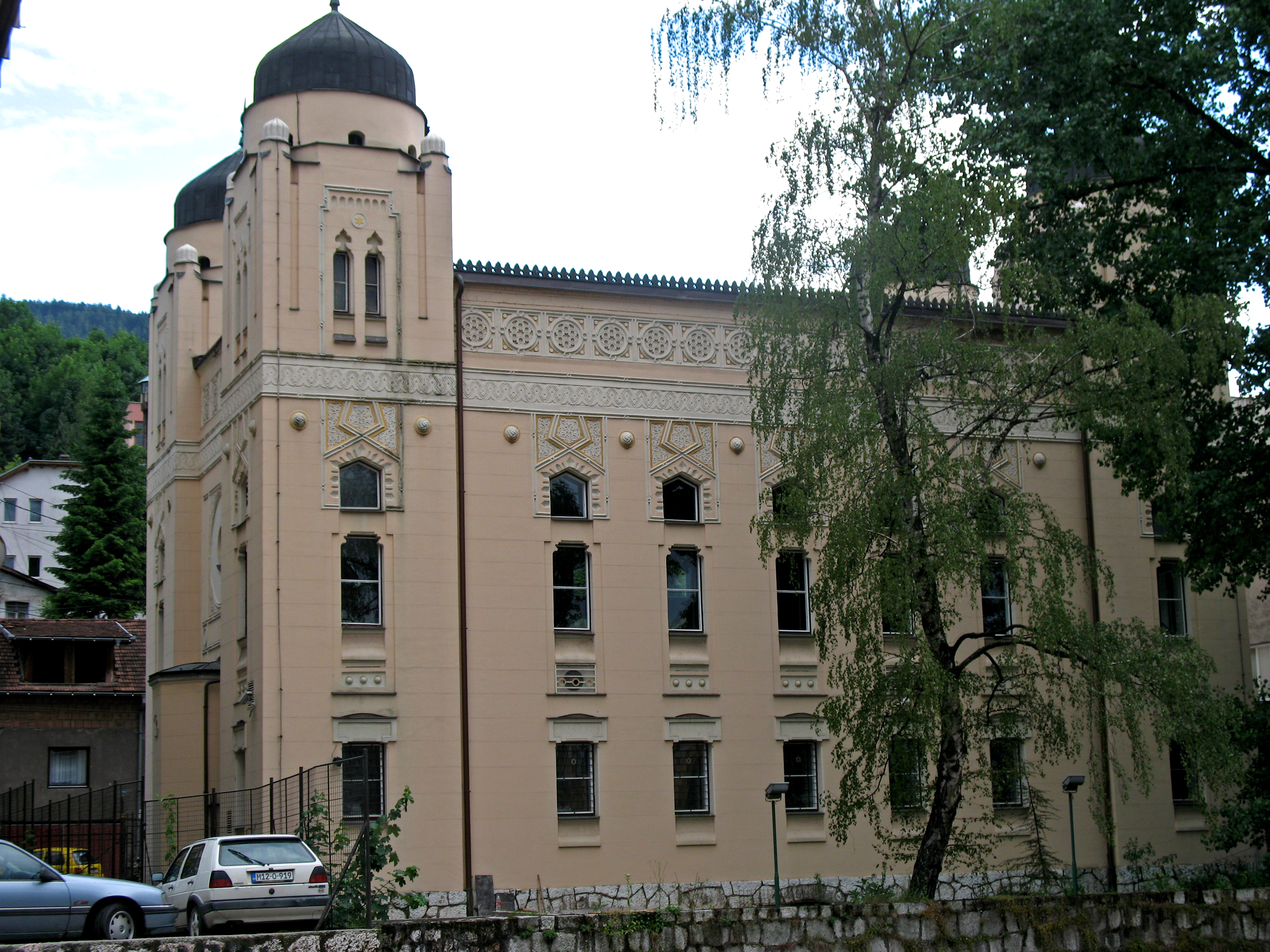
La synagogue de Sarajevo

- L'Académie des beaux-arts de Sarajevo - Le bâtiment actuel a été conçu pour accueillir l'église évangélique de la ville, la seule de ce culte construite dans le pays à l'époque de l'Autriche-Hongrie. Pařík en a conçu les plans en 1899, en s'inspirant du style romano-byzantin. Des ailes supplémentaires ont été ajoutées à l'édifice en 1911. L'ensemble est aujourd'hui classé[4].

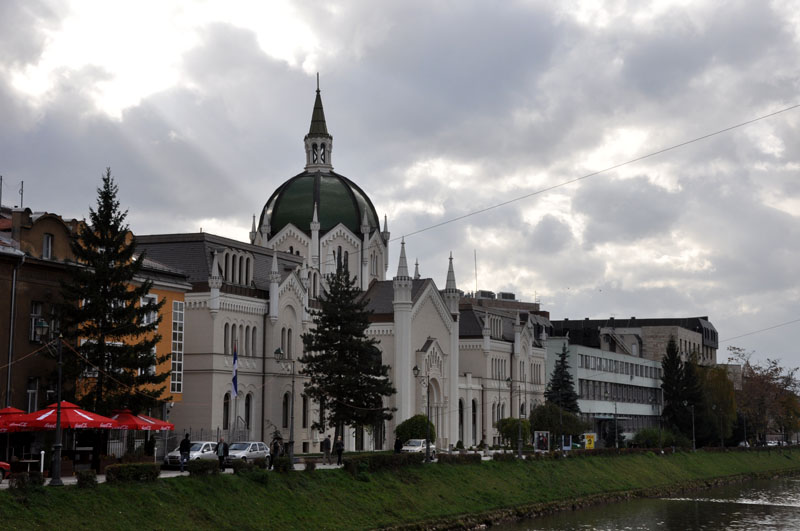
Le bâtiment de l'Académie des beaux-arts de Sarajevo

- La Bibliothèque nationale et universitaire de Bosnie-Herzégovine - En 1891, Pařík travailla sur un important bâtiment de style néo-mauresque, destiné à accueillir l'Hôtel de ville. En revanche, Pařík refusa la requête du ministre Benjamin von Kállay d'en faire un édifice plus vaste et la proposition de l'architecte fut rejetée. Le projet fut alors confié à Alexander Wittek puis, après la mort de Wittek, à Čiril Iveković qui le mena à bien de 1894 à 1896. Malgré ces changements, le bâtiment fut construit dans le style originellement prévu par Karel Pařík ; il abrite aujourd'hui la Bibliothèque nationale et universitaire de Bosnie-Herzégovine et est inscrit sur la liste des monuments nationaux de Bosnie-Herzégovine[5].

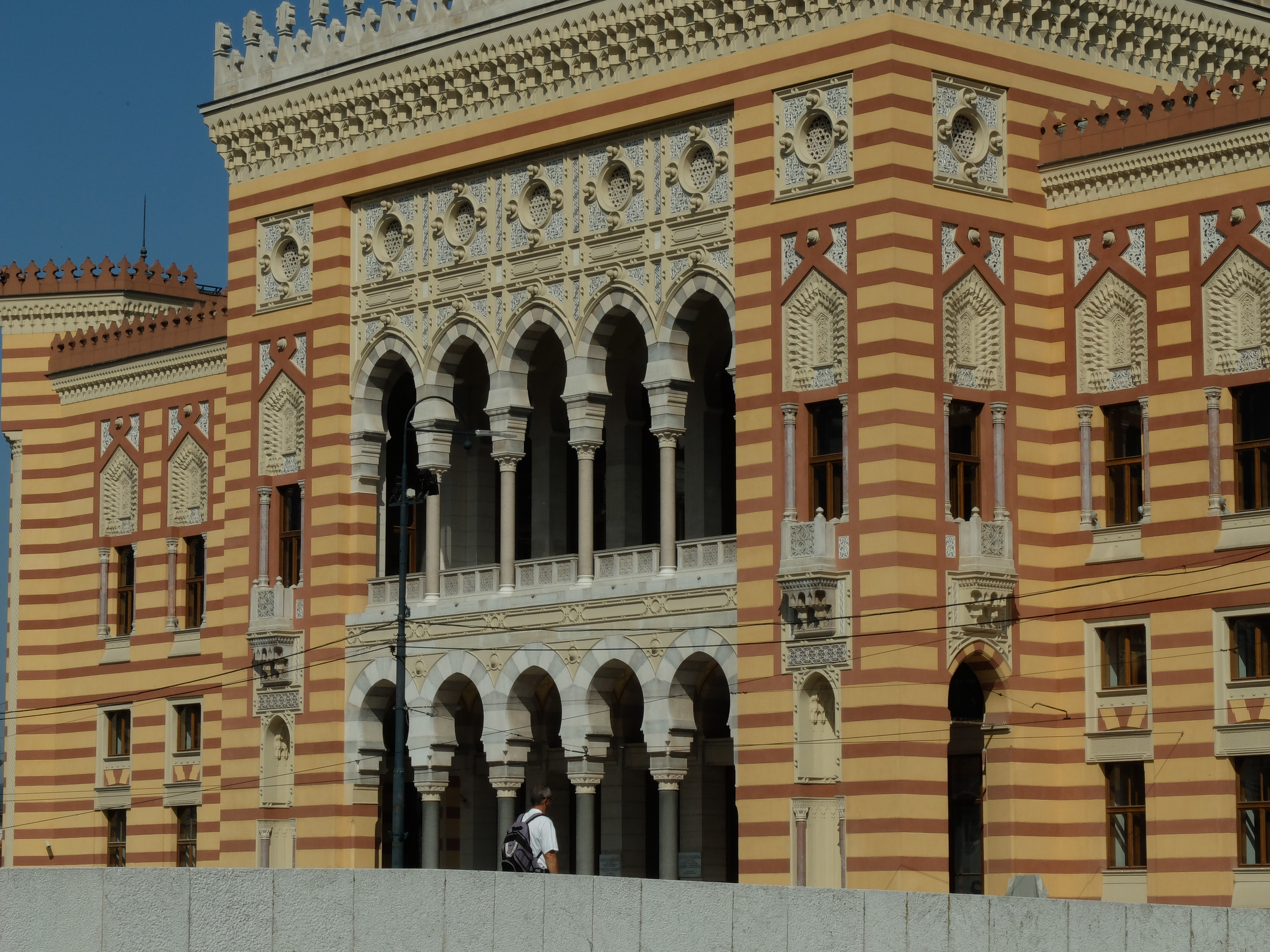
Détail de la Bibliothèque nationale et universitaire de Bosnie-Herzégovine

- L'école de la Sharia - L'école figure parmi les premiers projets de Pařík. Elle a été construite en 1887 dans un style néo-mauresque, avec divers détails rappelant les écoles d'art islamique régionales. Le bâtiment, qui abrite aujourd'hui la faculté d'études islamiques de Sarajevo, est classé[6].

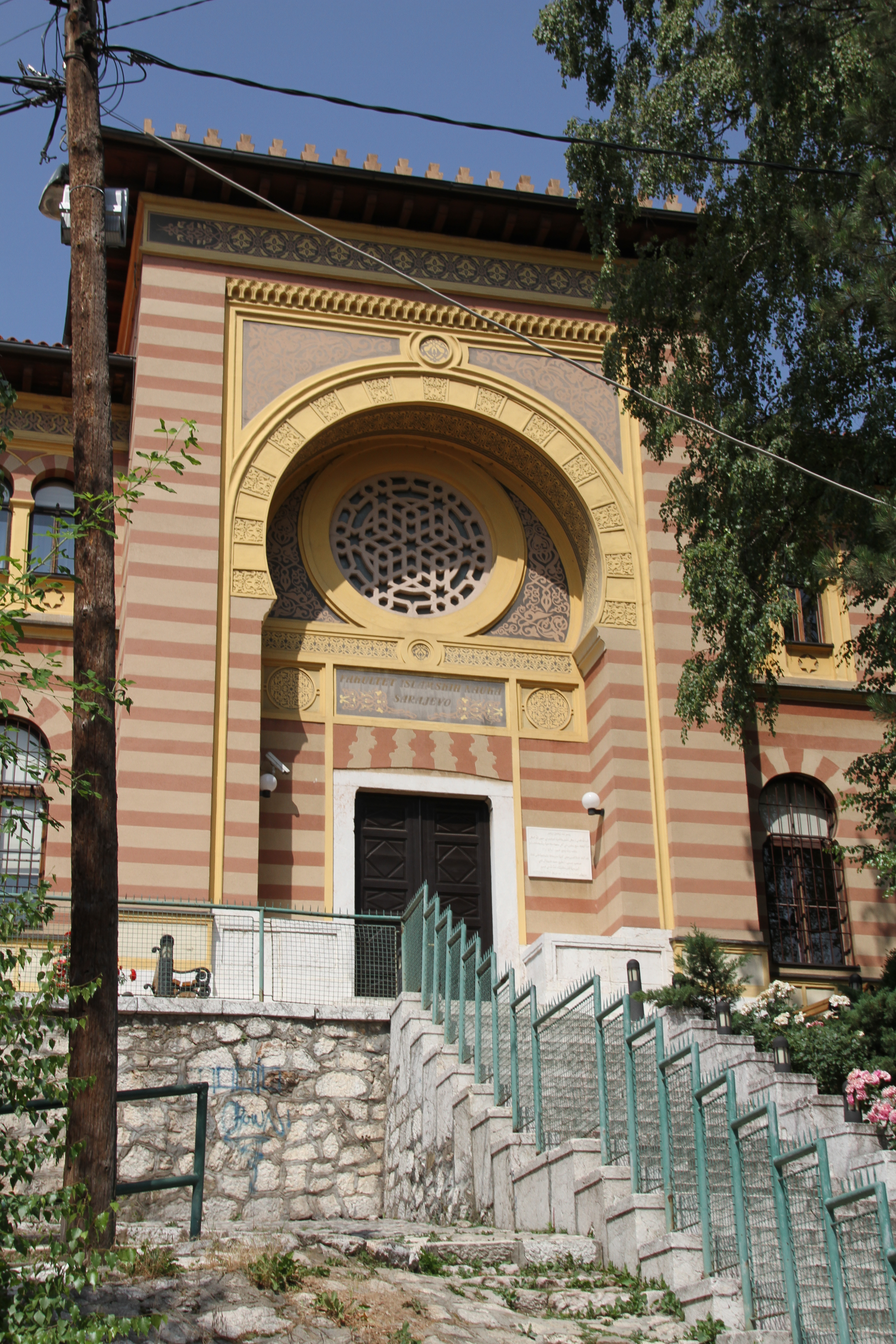
L'entrée de la Faculté d'études islamiques de Sarajevo

- L'Hôtel Europe - Karel Pařík a également dessiné l'un des premiers hôtels modernes de Sarajevo, l'Hôtel Europe. Il a été construit en 1882 et, pendant 110 ans, il fut le plus spacieux de la ville, accueillant de nombreux poètes, peintres, artistes, et hommes politiques à l'époque de l'Empire austro-hongrois, du royaume de Yougoslavie et, plus tard, à l'époque de la république fédérative socialiste de Yougoslavie. Gravement endommagé en 1992, il a été reconstruit et a rouvert ses portes en 2008.

- Le Grand Hôtel - Il a été dessiné par Karel Pařík son collègue Josip Vancaš. Construit en 1893, il possède une façade de style néo-Renaissance. En 1946, le monument de la Flamme éternelle a été ajouté à sa façade, servant de mémorial aux Libérateurs de Sarajevo et aux victimes du fascisme pendant la Seconde Guerre mondiale. Le bâtiment a plusieurs fois changé d'affectation.

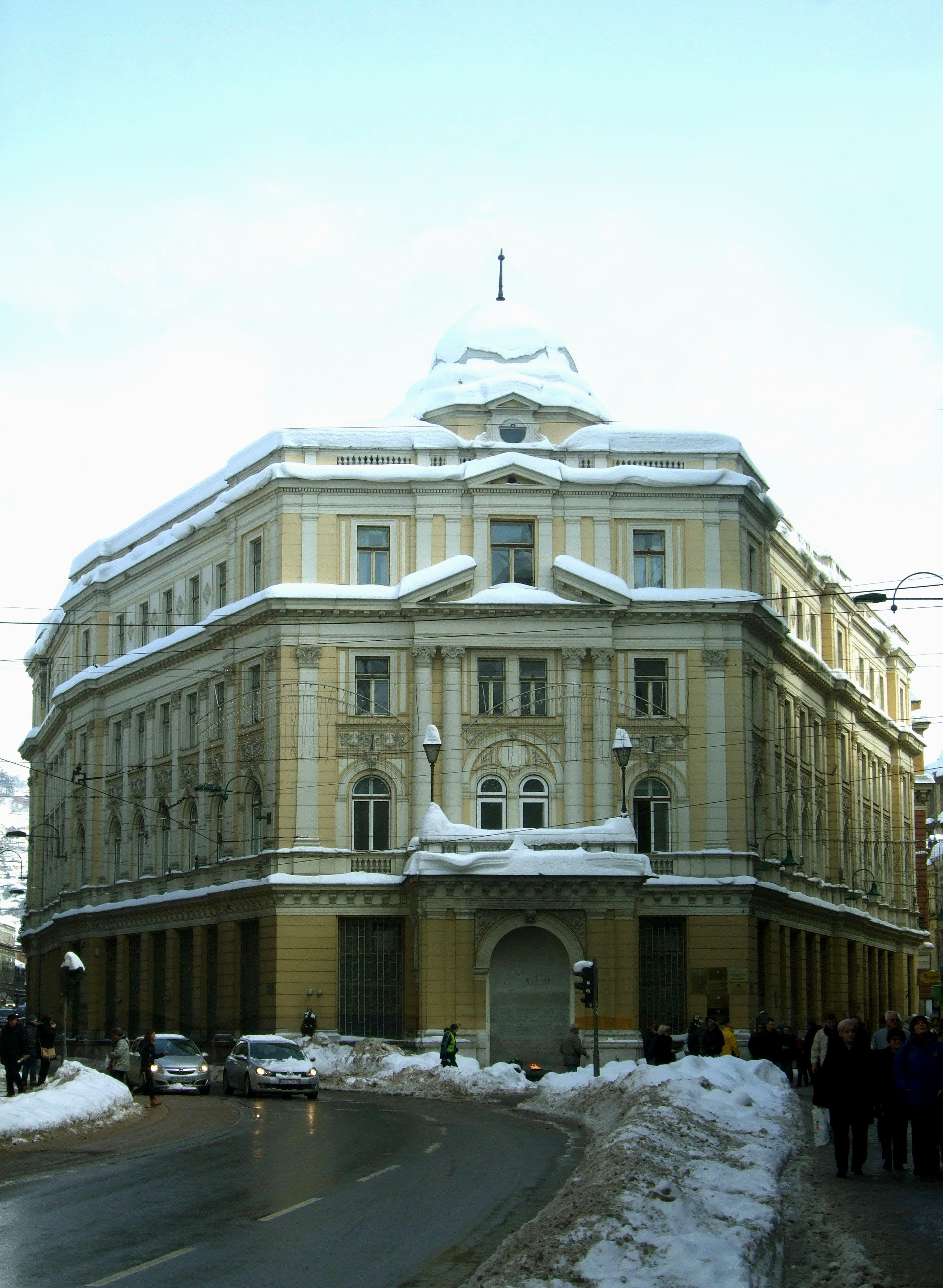
L'ancien Grand Hôtel

- Le Théâtre national de Sarajevo - Construit en 1897 et 1898 sur des plans de l'architecte, il est inscrit sur la liste des monuments nationaux Bosnie-Herzégovine[7].

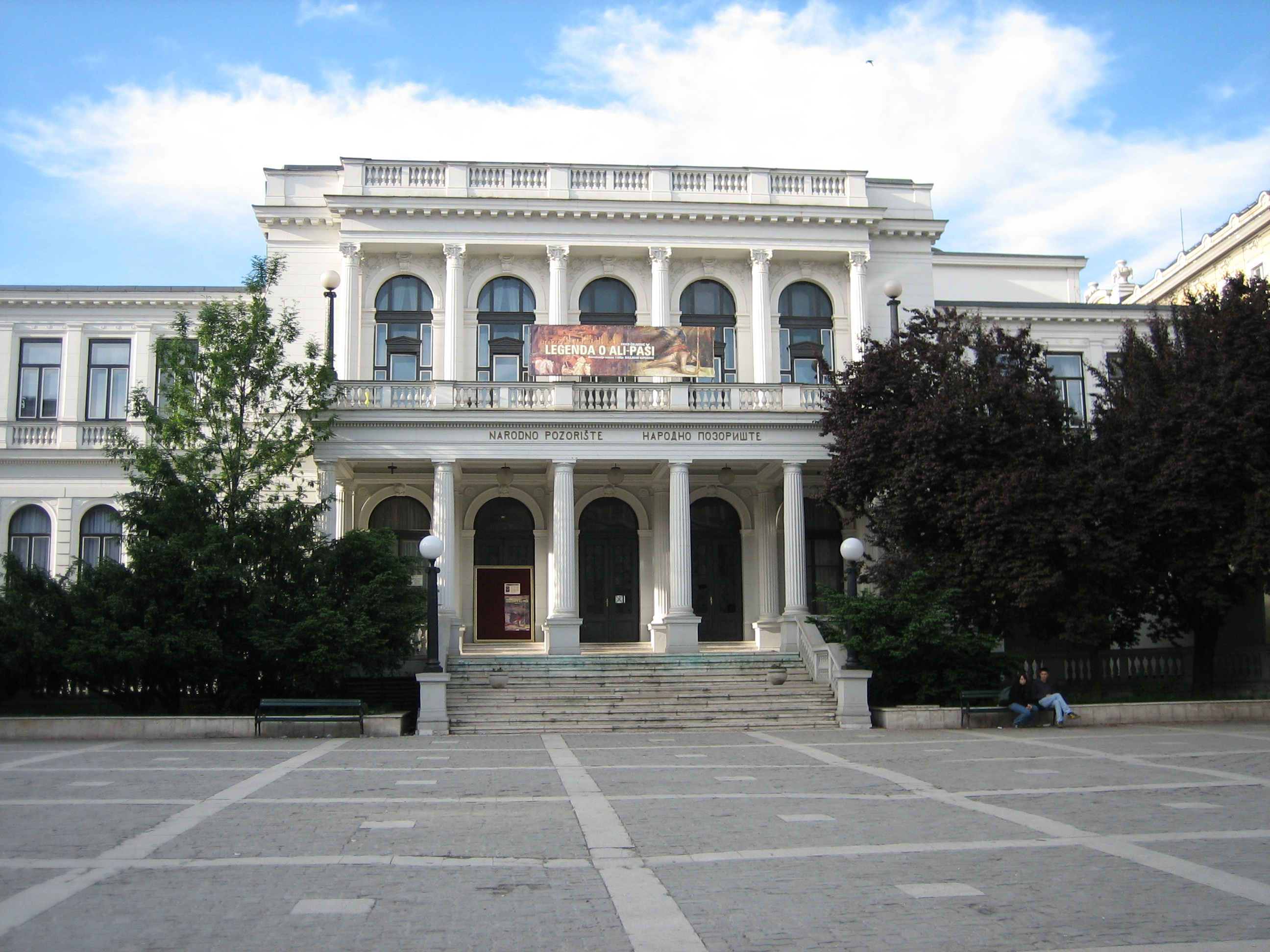

## Quelques autres bâtiments

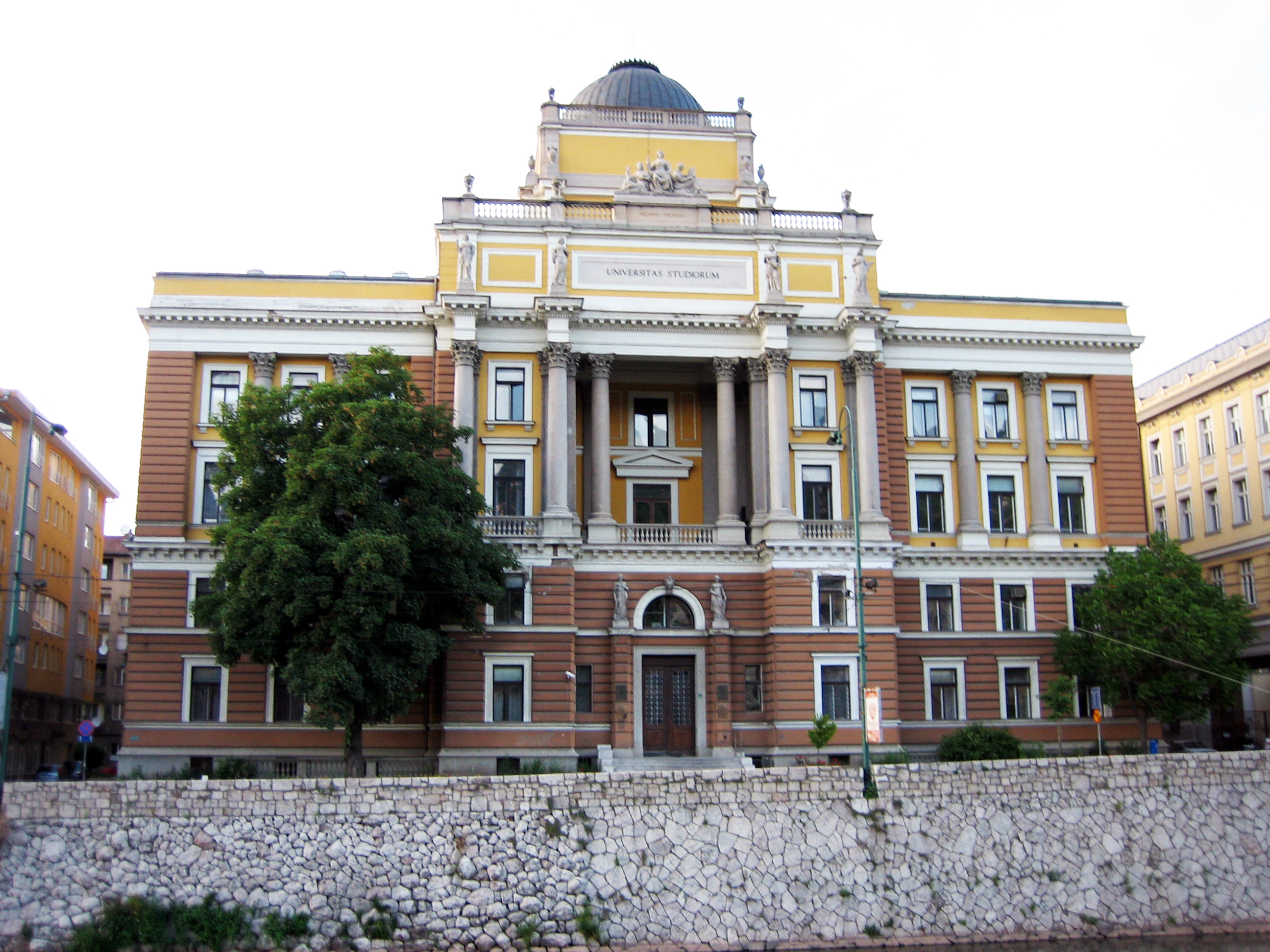
La Faculté de droit de l'université de Sarajevo
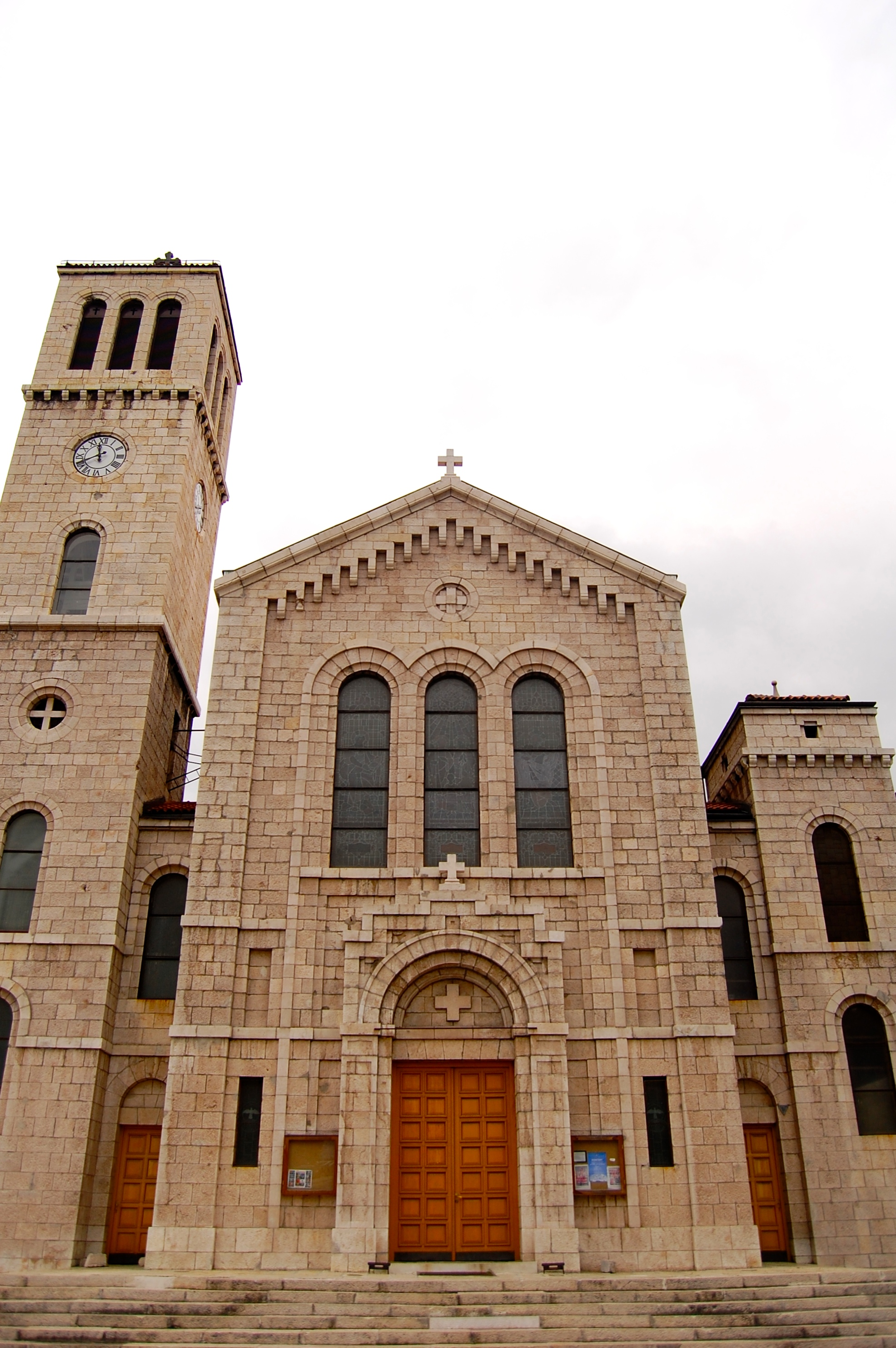
L'église Saint-Joseph de Sarajevo, vers 1940